# Rabilimis mirabilis
Rabilimis mirabilis är en kräftdjursart som först beskrevs av Brady 1868.  Rabilimis mirabilis ingår i släktet Rabilimis och familjen Trachyleberididae. Inga underarter finns listade i Catalogue of Life.